# Comuna Zaturți, Lokaci
Zaturți (în ucraineană Затурці) este o comună în raionul Lokaci, regiunea Volînia, Ucraina, formată din satele Iunivka, Kvasovîțea, Malîi Okorsk, Velîkîi Okorsk, Vilka-Sadivska și Zaturți (reședința).

## Demografie
Componența lingvistică a satului Zaturți
     Ucraineană (99,09%)
     Alte limbi (0,88%)
Conform recensământului din 2001, majoritatea populației satului Zaturți era vorbitoare de ucraineană (99,09%), existând în minoritate și vorbitori de alte limbi.